# Jablonka
Jablonka es un municipio del distrito de Myjava en la región de Trenčín, Eslovaquia, con una población estimada a final del año 2024 de 474 habitantes.
Se encuentra ubicado al oeste de la región, cerca del río Myjava (afluente del río Morava, cuenca hidrográfica del Danubio) y de la frontera con la región de Trnava y la República Checa.

## Demografía
| Año        | 1994 | 2004     | 2014    | 2024    |
| ---------- | ---- | -------- | ------- | ------- |
| Población  | 600  | 517      | 482     | 474     |
| Diferencia |      | −13,83 % | −6,76 % | −1,65 % |

| Año        | 2023 | 2024 |
| ---------- | ---- | ---- |
| Población  | 474  | 474  |
| Diferencia |      | +0 % |